# Кайка, Михал
Ми́хал Ка́йка (пол. Michał Kajka, 27.09.1858 г., Скомак-Вельки, Восточная Пруссия — 22.09.1940 г., Ожиш, Восточная Пруссия) — мазурский народный поэт, художник, активист мазурского культурного и общественного возрождения.

## Биография
Михал Кайка родился 27 сентября 1858 года в семье сельскохозяйственного рабочего. После окончания школы работал батраком у богатых землевладельцев. С 1883 года Михал Кайка жил в Огрудке около Элка.
Михал Кайка начал писать стихотворения на польском языке с 17-летнего возраста. Был знаком с мазурским поэтом Марцином Гершем. Первое своё стихотворение опубликовал в 1884 году в литературном альманахе «Mazurze» (Мазуры), который издавал Ян Кароль Сембжицкий. С 1886 года Михал Кайка издавался в газете «Nowiny Śląskie» (Силезские новости). В последующие годы сочинения Михала Кайки издавались в Gazeta Ludowa (Народная газета) и «Mazurski Przyjaciel Ludu» (Мазурский друг народа). В своём творчестве особое внимание уделял сочинению религиозных песен для лютеранского богослужения.
Одновременно Михал Кайка занимался общественной и культурной деятельностью. В 1890 году он основал библиотеку при Обществе народных читателей в Огрудке. Был одним из основателей Мазурской народной партии, которая была образована в 1886 году. В 1907 году Михал Кайка принял участие в конференции мазурских и великопольских общественных деятелей в Щитно. В 1920 году принимал участие в деятельности Мазурского плебисцитного комитета при организации Варминско-Мазурского плебисцита, активно пропагандируя за присоединение к Польше. В последующие годы он участвовал в организациях «Zjednoczenie Mazurskie» (Мазурское объединение) и «Związek Polskich Towarzystw Szkolnych» (Союз польских школьных обществ).
Из-за своей пропольской деятельности Михал Кайка с 30-х годов XX столетия находился под наблюдением германских национал-социалистов. В последние годы своей жизни Михал Кайка был вынужден публиковать свои сочинения под псевдонимом Правдзинский.
Сохранившиеся рукописи Михала Кайки хранятся в Научном отделе Польского исторического общества в Ольштыне и в библиотеке Польской академии наук в Кракове.

## Память
- В Элке есть памятник Михалу Кайке, который был открыт в день его столетия;
- С 1968 года в Огрудке действует музей Михала Кайки;
- В Варшаве именем Михала Кайки названа улица.

## Награды
- В 1945 году был награждён Орденом Возрождения Польши IV степени посмертно.

## Источник
- Tadeusz Oracki, Słownik biograficzny Warmii, Mazur i Powiśla XIX i XX wieku (do 1945 roku), Warszawa 1983.